# Nokia 9300
Nokia 9300 (Series 90) – trójzakresowy telefon komórkowy należący do grupy smartfonów firmy Nokia z interfejsem użytkownika Series 80. Wyposażony jest w pełną klawiaturę (QWERTY) i dwa wyświetlacze o 65 536 kolorach (zewnętrzny o wymiarach 128×128 pikseli i wewnętrzny o wymiarach 640×200 pikseli). 
- Smartfon działa pod kontrolą systemu operacyjnego Symbian z interfejsem użytkownika Series 80.
- Posiada funkcję transmisji danych przez E-GPRS (EDGE).
- Duży wyświetlacz i wbudowana przeglądarka stron www znacznie ułatwiają pracę ludziom, którzy muszą mieć dostęp do sieci w każdym miejscu.
- Zintegrowany klient pocztowy, aplikacje do pracy z dokumentami, arkuszami kalkulacyjnymi i prezentacjami obsługujące standardy Microsoft Office.
- 80 MB pamięci na urządzeniu, którą można poszerzyć kartą pamięci o maksymalnej pojemności 2 GB.
- Posiada również odtwarzacz RealPlayer, MP3, organizer, kalkulator.
- Po wgraniu odpowiednich plików można zmienić szatę graficzną interfejsu użytkownika.

Jak na każdą platformę Symbian OS, tak i na tę istnieje możliwość instalowania aplikacji napisanych w języku C++. Najpopularniejszymi aplikacjami są:
- OggPlay (Odtwarzacz muzyki, darmowy)
- iDesk (Program będący bardziej funkcjonalną wersją oryginalnego pulpitu, darmowy)
- PowerFile (odpowiednik Eksploratora w systemie MS Windows, płatny)
- TomTom (Program do nawigacji gps z opcją widoku mapy 3D, płatny)
- C2Doom (uruchamia pliki WAD, dzięki czemu można grać w gry takie jak Doom 1 i jego pochodne, darmowy)
- Lonely Cat Games Smart Movie (program do odtwarzania filmów DivX, płatny)

## Specyfikacja telefonu

### Data wprowadzenia
- kwartał 2004

### Pamięć
- książka telefoniczna Advanced contacts DB
- połączenia zaawansowana
- karta pamięci dołączona w zestawie 128 MB

### Funkcje i możliwości
- odtwarzacz MP3/MPEG4/AAC/RA/MIDI
- GPRS
- EDGE
- WAP
- Bluetooth
- IrDA
- Zegar
- Budzik
- Kalendarz/terminarz
- Kalkulator
- Słownik T9 niepotrzebny (klawiatura QWERTY)
- System operacyjny Symbian OS v7.0s, interfejs użytkownika Series 80 v2.0 UI
- Java MIDP 2.0
- Pop-Port
- wbudowany zestaw głośnomówiący

### Typy wiadomości
- SMS
- MMS
- E-mail
- Fax

### Dzwonki
- polifoniczne
- MP3
- AAC

### Bateria
- Typ: standardowa, Li-Poly1100 mAh (BP-6M)
- Czas czuwania: do 200 h
- Czas rozmowy: do 4 h